# Tuzaguet
Tuzaguet é uma comuna francesa na região administrativa de Occitânia, no departamento dos Altos Pirenéus. Estende-se por uma área de 7,72 km². Em 2010 a comuna tinha 455 habitantes (densidade: 58,9 hab./km²).